# Belágua
Belágua es un municipio brasilero del estado del Maranhão. Su población estimada en 2009 era de 5.953 habitantes. 
Fue conocido nacionalmente después las elecciones de 2010, por haber sido una de las ciudades con mayor porcentual de votos para la candidata Dilma Rousseff.
Coincidentemente es el decimotercer municipio con más porcentual de familias asistidas por los programas de ayuda gubernamentales Bolsa familia.